# オートスポーツ
オートスポーツ（autosport）は、日本のモータースポーツ雑誌。略称は「AS」。

## 概要
本誌は日本の自動車レース黎明期に、日本初のモータースポーツ専門誌として誕生した。1962年に鈴鹿サーキット開業イベントとして開催された第1回全日本選手権ロードレース（2輪）を報道する『モーターファン臨時増刊号オートスポーツ』がルーツ。1964年の第1回日本グランプリ（4輪）にあわせて月刊誌として創刊した。
以来、F1などのフォーミュラレース、スポーツカーレース、ラリーなど国内外の様々なカテゴリーのモータースポーツの情報を掲載しているが、基本的にはSUPER GTとF1の記事が中心である。
モータースポーツの人気とともに刊行ペースが高まり、1971年に月2回刊となり、2001年6月からは週刊化された。2011年9月より隔週木曜刊行となったが、2012年12月27日発売号（第1347号）より誌面がリニューアルされ、発売日が隔週金曜となったほか、英語表記が大文字の「AUTOSPORT」から小文字の「autosport」に変更された（公式サイトの英語表記は暫く大文字のままだったが、後に小文字に改められた）。
また同誌から生まれた関連誌として、レースクイーン専門誌『ギャルズパラダイス』やF1専門誌『AS+F』（1993年 - 2004年）などがある。F1のシーズン開幕前や日本GP開催時には臨時増刊号が発行される。
創刊以来、発行元は三栄書房だったが、2001年に『Racing On』などの発行元であるニューズ出版と共同で編集プロダクションとして株式会社イデアを設立、両社の発行していた他のモータースポーツ雑誌とともに編集機能を移管した。
2013年4月1日、イデアは、モータースポーツ・マーケティング事業、モータースポーツイベント・プロデュース事業を手掛ける株式会社サンズと合併したため、以降は株式会社サンズ名義での出版となる。なお発売元は三栄書房のまま変わりはない。
2022年1月、同年3月29日発売号（5月号）より刊行ペースを月刊化することを発表した。それに伴い記事内容を「特集主義」に改めるとしており、かつての『Racing On』に近い誌面内容となる。
なお、イギリスにある同名の『AUTOSPORT』とは、日本国内における情報提供の独占契約を結んでおり、英AUTOSPORTの記事の転載やそれに基づく記事の作成が行われていたが、2017年頃に契約先が『F1i.com』に変更となっている。